# Macrosiagon longicolle
Macrosiagon longicolle is een keversoort uit de familie waaierkevers (Rhipiphoridae). De wetenschappelijke naam van de soort is voor het eerst geldig gepubliceerd in 1930 door Pic.